# A Slower Speed of Light
A Slower Speed of Light es un videojuego gratuito desarrollado por MIT Game Lab que demuestra los efectos de una relatividad especial al reducir gradualmente la velocidad de la luz a un ritmo de marcha. El juego se ejecuta en el motor de Unity utilizando el propio OpenRelativity Toolkit de código abierto.

## Jugabilidad
En A Slower Speed of Light, el jugador controla el fantasma de un niño que murió en un accidente no especificado. El niño quiere «hacerse uno con la luz», pero la velocidad de la luz es demasiado rápida para el niño. Esto se resuelve mediante el uso de orbes mágicos que, a medida que se van acumulando, disminuyen la velocidad de la luz, hasta que al final está a la velocidad de la marcha. Estos orbes están esparcidos por todo el nivel. Al principio del juego, caminar y recoger estos orbes es fácil; sin embargo, a medida que el juego progresa, los efectos de la relatividad especial se hacen evidentes. Esto aumenta gradualmente la dificultad del juego.

## Efectos de la relatividad especial
A medida que el juego progresa y la luz se vuelve más lenta, los efectos de la relatividad especial comienzan a hacerse más evidentes. Estos efectos incluyen el efecto Doppler (desplazamiento rojo/azul de la luz visible y el desplazamiento de los rayos ultravioleta e infrarrojos hacia el espectro visible), el efecto de luz de búsqueda (aumento del brillo en la dirección del recorrido), la dilatación temporal (diferencia entre el paso del tiempo percibido por el jugador y el mundo exterior), la transformación de Lorentz (la deformación percibida del entorno a velocidades cercanas a la luz) y el efecto runtime (ver objetos en el pasado debido a la velocidad de la luz). Estos efectos se combinan a medida que el juego progresa para aumentar la dificultad y desafiar al jugador.

## OpenRelativity
OpenRelativity es un kit de herramientas diseñado para su uso con el motor de juego Unity. Fue desarrollado por MIT Game Lab durante el desarrollo de A Slower Speed of Light. El kit de herramientas permite la simulación precisa de un entorno 3D cuando se reduce la velocidad de la luz. Está alojado en GitHub y ha sido publicado bajo la licencia MIT permisiva.

## Uso en la educación
A Slower Speed of Light fue desarrollada con la esperanza de ser usada como una herramienta educativa para explicar la relatividad especial de una manera fácil de entender. El juego está pensado para ser utilizado como una herramienta de aprendizaje interactivo para aquellos interesados en la física.